# ییگرمایستر

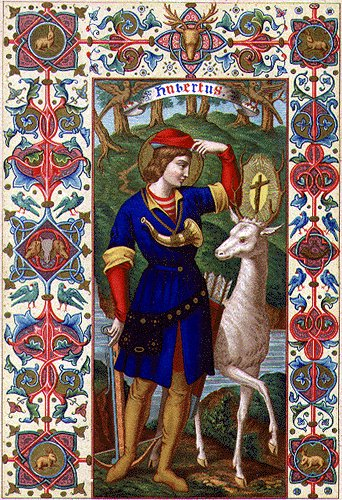
تمثالی از سنت هوبرتوس که رؤیای او را از صلیب مسیح میان شاخ گوزن به تصویر می‌کشد.

یِـیگرمایستر (Jägermeister؛ ‏‎/ˈjeɪɡərmaɪstər/‎ YAY-gər-my-stər؛ ‏ آلمانی: [ˈjɛ:ɡɐˌmaɪstɐ] ()) نوعی مشروب آلمانی پس از غذاست که از ۵۶ نوع سبزی و ادویه تهیه می‌شود. این نوشیدنی الکلی را نخستین بار ویلهلم و کورت ماست در سال ۱۹۳۴ ابداع کردند و درصد الکل آن ۳۵٪ (با درجه خلوص ۶۱ یا درجهٔ خلوص آمریکایی ۷۰) است. دستور تهیهٔ این لیکور گیاهی از زمان ابداع آن تغییری نکرده است و همچنان در بطری شیشه‌ای سبز رنگ ارائه می‌شود. ییگرمایستر محصول شاخص شرکت ماست-ییگرمایستر است که دفتر مرکزی آن در شهر ولفلبوتل آلمان قرار دارد.
در ساخت این لیکور گیاهی از ۵۶ نوع سبزی و ادویه از جمله پوست مرکبات، شیرین‌بیان، بادیان رومی، تخم خشخاش، زعفران، زنجبیل، میوه ارس و جینسنگ استفاده می‌شود که بدان‌ها شکر، کارامل و الکل هم اضافه می‌شود.
شرکت تولیدکننده توصیه می‌کند که ییگرمایستر روی یخ نگهداری و خنک سرو شود، و پیشنهاد می‌کند که آن را در فریزر در دمای ۱۸- درجه سانتی‌گراد یا در دمای بین −۱۵ و −۱۱ درجه سلسیوس (۵ و ۱۲ درجه فارنهایت) نگهداری گردد.
برخلاف شایعاتی که در اینترنت منتشر شده است، ییگرمایستر حاوی خون گوزن یا موس نیست.
برچسب روی بطری‌های ییگرمایستر دارای یک صلیب مسیحی درخشان است که بین شاخ گوزن دیده می‌شود. این تصویر اشاره ای به دو قدیس حامی شکارچیان، سنت هوبرتوس و سنت یوستاس است، که هر دو پس از رؤیایی که در آن صلیب مسیح را بین شاخ گوزن دیدند، به مسیحیت گرویدند.